# Dendrochilum

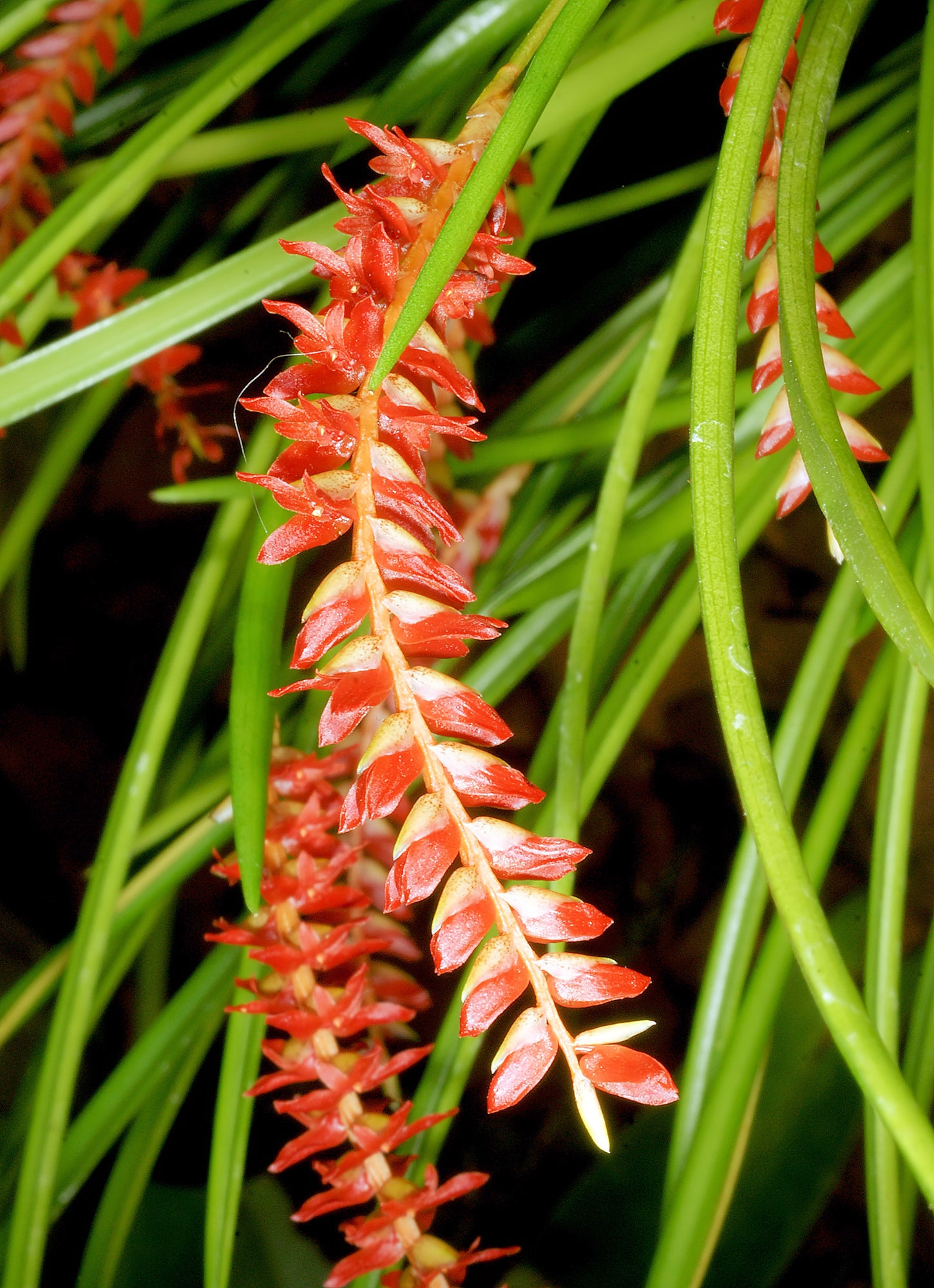

Dendrochilum – rodzaj roślin z rodziny storczykowatych (Orchidaceae). Obejmuje ponad 270 gatunków występujących w Azji Południowo-Wschodniej. Rośliny występują w Mjanmie, Tajlandii, na Tajwanie, w Malezji, na Filipinach, Nowej Gwinei oraz na wyspach Archipelagu Bismarcka
Rośliny występują na wysokościach od poziomu morza do 3700 m n.p.m. Rosą na terenach podmokłych, wśród skał oraz w lasach górskich na pniach i gałęziach. Większość gatunków rośnie na ziemi, ale rodzaj obejmuje także gatunki epifityczne i litofityczne.
Tylko kilka gatunków jest powszechnie uprawianych. Najpopularniejszymi gatunkami spotykanymi w uprawie są Dendrochilum glumaceum i Dendrochilum cobbianum, Dendrochilum wenzelii oraz gatunki pochodzące z Filipin także zyskują na popularności. Lud Chimbu z Papui-Nowej Gwinei wykorzystuje rośliny do ozdabiana ciała oraz jako lekarstwo.

## Morfologia
Kłącze u większości gatunków rozgałęzione. Pseudobulwy rosnące w zwartych grupach. Liście skręcone, eliptyczne do nitkowatych. Kwiaty rozkwitające jednocześnie, niewielkie (około 2 cm).

## Systematyka
Rodzaj sklasyfikowany do podplemienia Coelogyninae w plemieniu Arethuseae, podrodzina epidendronowe (Epidendroideae), rodzina storczykowate (Orchidaceae), rząd szparagowce (Asparagales) w obrębie roślin jednoliściennych.
W 2021 rodzaj został zakwalifikowany i przeniesiony do rodzaju Coelogyne.
Wykaz gatunków
- Dendrochilum abbreviatum Blume
- Dendrochilum abortum (Ames) L.O.Williams
- Dendrochilum acuiferum Carr
- Dendrochilum acuminatum J.J.Sm.
- Dendrochilum adpressibulbum J.J.Sm.
- Dendrochilum affine Ames
- Dendrochilum alatum Ames
- Dendrochilum alboviride J.J.Sm.
- Dendrochilum alpinum Carr
- Dendrochilum ambangense H.A.Pedersen
- Dendrochilum amesianum H.A.Pedersen
- Dendrochilum anfractum (Ames) Pfitzer
- Dendrochilum angustifolium Ridl.
- Dendrochilum angustilobum Carr
- Dendrochilum angustipetalum Ames
- Dendrochilum anomalum Carr
- Dendrochilum apiculatum (Ames) L.O.Williams
- Dendrochilum apoense T.Hashim.
- Dendrochilum appendiculatum J.J.Sm.
- Dendrochilum arachnites Rchb.f.
- Dendrochilum asperum L.O.Williams
- Dendrochilum atjehense J.J.Sm.
- Dendrochilum aurantiacum Blume
- Dendrochilum auriculare Ames
- Dendrochilum auriculilobum J.J.Wood
- Dendrochilum bandaharaense J.J.Wood & J.B.Comber
- Dendrochilum banksii Cootes
- Dendrochilum barbifrons (Kraenzl.) Pfitzer
- Dendrochilum basale J.J.Sm.
- Dendrochilum beccarii J.J.Sm.
- Dendrochilum binuangense Ames
- Dendrochilum brachyotum Rchb.f.
- Dendrochilum brevilabre Ridl.
- Dendrochilum carinatum Carr
- Dendrochilum carnosulilabrum J.J.Sm.
- Dendrochilum carnosum (Ridl.) Holttum
- Dendrochilum celebesense H.A.Pedersen & Gravend.
- Dendrochilum cinnabarinum Pfitzer
- Dendrochilum citrinum H.A.Pedersen
- Dendrochilum cobbianum Rchb.f.
- Dendrochilum coccineum H.A.Pedersen & Gravend.
- Dendrochilum complectens J.J.Sm.
- Dendrochilum convallariiforme Schauer
- Dendrochilum cootesii H.A.Pedersen
- Dendrochilum copelandii (Ames) Ames
- Dendrochilum cordatum H.A.Pedersen
- Dendrochilum cornutum Blume
- Dendrochilum corrugatum (Ridl.) J.J.Sm.
- Dendrochilum crassifolium Ames
- Dendrochilum crassilabium J.J.Wood
- Dendrochilum crassum Ridl.
- Dendrochilum croceum H.A.Pedersen
- Dendrochilum cruciforme J.J.Wood
- Dendrochilum cupulatum J.J.Wood
- Dendrochilum curranii Ames
- Dendrochilum cymbiforme Ames
- Dendrochilum decipiens J.J.Sm.
- Dendrochilum dempoense J.J.Sm.
- Dendrochilum dentiferum J.J.Sm.
- Dendrochilum devogelii J.J.Wood
- Dendrochilum devoogdii J.J.Sm.
- Dendrochilum dewildeorum J.J.Wood & J.B.Comber
- Dendrochilum dewindtianum W.W.Sm.
- Dendrochilum dolichobrachium (Schltr.) Merr.
- Dendrochilum dulitense Carr
- Dendrochilum duplicibrachium J.J.Sm.
- Dendrochilum ecallosum Ames
- Dendrochilum edanoi Quisumb.
- Dendrochilum edentulum Blume
- Dendrochilum elegans Schltr.
- Dendrochilum elmeri Ames
- Dendrochilum erectilabium H.A.Pedersen
- Dendrochilum exalatum J.J.Sm.
- Dendrochilum exasperatum Ames
- Dendrochilum exiguum (Ames) H.A.Pedersen
- Dendrochilum exile Ames
- Dendrochilum eximium (Ames) L.O.Williams
- Dendrochilum eymae H.A.Pedersen
- Dendrochilum filiforme Lindl.
- Dendrochilum fimbrilobum J.J.Sm.
- Dendrochilum flexuosum H.A.Pedersen
- Dendrochilum flos-susannae J.J.Wood
- Dendrochilum foxworthyi Ames
- Dendrochilum fruticicola J.J.Sm.
- Dendrochilum fuscescens Schltr. & J.J.Sm.
- Dendrochilum galbanum J.J.Wood
- Dendrochilum galeatum H.A.Pedersen
- Dendrochilum geesinkii J.J.Wood
- Dendrochilum gibbsiae Rolfe
- Dendrochilum globigerum (Ridl.) J.J.Sm.
- Dendrochilum glossorhynchum Schltr.
- Dendrochilum glumaceum Lindl.
- Dendrochilum gracile (Hook.f.) J.J.Sm.
- Dendrochilum gracilipes Carr
- Dendrochilum graciliscapum (Ames) Pfitzer
- Dendrochilum gramineum (Ridl.) Holttum
- Dendrochilum graminifolium (Ames) Pfitzer
- Dendrochilum graminoides Carr
- Dendrochilum grandiflorum (Ridl.) J.J.Sm.
- Dendrochilum gravenhorstii J.J.Sm.
- Dendrochilum hamatum Schltr.
- Dendrochilum haslamii Ames
- Dendrochilum hastatum Ames
- Dendrochilum hastilobum J.J.Wood
- Dendrochilum havilandii Pfitzer
- Dendrochilum heptaphyllum Kraenzl.
- Dendrochilum hologyne Carr
- Dendrochilum hosei J.J.Wood
- Dendrochilum hutchinsonianum Ames
- Dendrochilum imbricatum Ames
- Dendrochilum imitator J.J.Wood
- Dendrochilum incurvibrachium J.J.Sm.
- Dendrochilum insectiferum (Ridl.) J.J.Sm.
- Dendrochilum integrilabium Carr
- Dendrochilum irigense Ames
- Dendrochilum javieriense Magrath, Bulmer & I.Shafer
- Dendrochilum jiewhoei J.J.Wood
- Dendrochilum joclemensii Ames
- Dendrochilum johannis-winkleri J.J.Sm.
- Dendrochilum kabense J.J.Sm.
- Dendrochilum kamborangense Ames
- Dendrochilum karoense J.J.Wood
- Dendrochilum kelabitense J.J.Wood
- Dendrochilum kingii (Hook.f.) J.J.Sm.
- Dendrochilum kopfii Lückel
- Dendrochilum korintjiense J.J.Sm.
- Dendrochilum krauseanum Schltr.
- Dendrochilum lacinilobum J.J.Wood & A.L.Lamb
- Dendrochilum lacteum Carr
- Dendrochilum lamellatum J.J.Sm.
- Dendrochilum lancilabium Ames
- Dendrochilum latibrachiatum J.J.Sm.
- Dendrochilum latifolium Lindl.
- Dendrochilum latilobum J.J.Sm.
- Dendrochilum lepidum Ridl.
- Dendrochilum leuserense J.J.Wood & J.B.Comber
- Dendrochilum lewisii J.J.Wood
- Dendrochilum linearifolium Hook.f.
- Dendrochilum loheri Ames
- Dendrochilum longibracteatum Pfitzer
- Dendrochilum longibulbum Ames
- Dendrochilum longicaule J.J.Sm.
- Dendrochilum longifolium Rchb.f.
- Dendrochilum longilabre (Ames) Pfitzer
- Dendrochilum longipedicellatum H.A.Pedersen
- Dendrochilum longipes J.J.Sm.
- Dendrochilum longirachis Ames
- Dendrochilum louisianum H.A.Pedersen
- Dendrochilum lumakuense J.J.Wood
- Dendrochilum luzonense Ames
- Dendrochilum macgregorii Ames
- Dendrochilum macropterum Kraenzl.
- Dendrochilum magaense J.J.Wood
- Dendrochilum magnum Rchb.f.
- Dendrochilum maleolens Kraenzl.
- Dendrochilum malindangense Ames
- Dendrochilum marginatum (Ames) L.O.Williams
- Dendrochilum mearnsii Ames
- Dendrochilum megalanthum Schltr.
- Dendrochilum merapiense Schltr.
- Dendrochilum merrillii (Ames) Pfitzer
- Dendrochilum micholitzianum Kraenzl.
- Dendrochilum microchilum (Schltr.) Ames
- Dendrochilum microscopicum J.J.Sm.
- Dendrochilum microstylum Schltr.
- Dendrochilum mindanaense (Ames) L.O.Williams
- Dendrochilum mindorense Ames
- Dendrochilum minimiflorum Carr
- Dendrochilum mirabile J.J.Wood
- Dendrochilum monodii J.J.Sm.
- Dendrochilum mucronatum J.J.Sm.
- Dendrochilum muluense J.J.Wood
- Dendrochilum muriculatum (J.J.Sm.) J.J.Sm.
- Dendrochilum murrayi R.S.Rogers & C.T.White
- Dendrochilum murudense (J.J.Wood) J.J.Wood
- Dendrochilum niveum Ames
- Dendrochilum ocellatum (Ames) Pfitzer
- Dendrochilum ochrolabium J.J.Wood
- Dendrochilum odoratum (Ridl.) J.J.Sm.
- Dendrochilum oliganthum (Ames) Pfitzer
- Dendrochilum ophiopogonoides J.J.Sm.
- Dendrochilum oreophilum (Ames) L.O.Williams
- Dendrochilum ovatum J.J.Sm.
- Dendrochilum oxyglossum Schltr.
- Dendrochilum oxylobum Schltr.
- Dendrochilum pachyphyllum J.J.Wood & A.L.Lamb
- Dendrochilum pallidiflavens Blume
- Dendrochilum panduratum Schltr.
- Dendrochilum pandurichilum J.J.Wood
- Dendrochilum pangasinanense Ames
- Dendrochilum papillitepalum J.J.Wood
- Dendrochilum papillosum J.J.Sm.
- Dendrochilum parvipapillatum H.A.Pedersen
- Dendrochilum parvulum (Ames) Pfitzer
- Dendrochilum perplexum (Ames) L.O.Williams
- Dendrochilum philippinense (Ames) Pfitzer
- Dendrochilum pholidotoides J.J.Sm.
- Dendrochilum planiscapum Carr
- Dendrochilum plocoglottoides H.A.Pedersen
- Dendrochilum polluciferum J.J.Sm.
- Dendrochilum prodigiosum Ames
- Dendrochilum propinquum Ames
- Dendrochilum pseudoscriptum T.J.Barkman & J.J.Wood
- Dendrochilum pseudowenzelii H.A.Pedersen
- Dendrochilum pterogyne Carr
- Dendrochilum pubescens L.O.Williams
- Dendrochilum pulcherrimum (Ames) L.O.Williams
- Dendrochilum pulogense Ames
- Dendrochilum pumilum Rchb.f.
- Dendrochilum quadrilobum Ames
- Dendrochilum quinquangulare J.J.Sm.
- Dendrochilum quinquecallosum H.A.Pedersen
- Dendrochilum quisumbingianum H.A.Pedersen
- Dendrochilum ramosissimum (Ridl.) J.J.Sm.
- Dendrochilum ravanii Cootes
- Dendrochilum reniforme Ames
- Dendrochilum rhodobulbum Schltr.
- Dendrochilum rhombeum J.J.Sm.
- Dendrochilum rhombophorum (Rchb.f.) Ames
- Dendrochilum rigidifolium J.J.Sm.
- Dendrochilum rigidulum J.J.Sm.
- Dendrochilum rotundilabium L.O.Williams
- Dendrochilum rufum (Rolfe) J.J.Sm.
- Dendrochilum saccatum J.J.Wood
- Dendrochilum saccolabium Kraenzl.
- Dendrochilum schweinfurthianum (Ames) L.O.Williams
- Dendrochilum scriptum Carr
- Dendrochilum septemnervium H.A.Pedersen
- Dendrochilum simile Blume
- Dendrochilum simplex J.J.Sm.
- Dendrochilum simplicissimum J.J.Sm.
- Dendrochilum simulacrum Ames
- Dendrochilum smithianum (Ames) L.O.Williams
- Dendrochilum spathaceum Rchb.f.
- Dendrochilum stachyodes (Ridl.) J.J.Sm.
- Dendrochilum stellum J.J.Wood & J.B.Comber
- Dendrochilum stenochilum Schltr.
- Dendrochilum stenophyllum L.O.Williams
- Dendrochilum subintegrum Ames
- Dendrochilum sublobatum Carr
- Dendrochilum subulibrachium J.J.Sm.
- Dendrochilum sulfureum Schltr.
- Dendrochilum sumatranum J.J.Sm.
- Dendrochilum suratii J.J.Wood
- Dendrochilum taeniophyllum J.J.Sm.
- Dendrochilum talamauense J.J.Sm.
- Dendrochilum teleense J.J.Wood & J.B.Comber
- Dendrochilum tenellum (Nees & Meyen) Ames
- Dendrochilum tenompokense Carr
- Dendrochilum tenuibulbum (Ames) L.O.Williams
- Dendrochilum tenuifolium (Ames) Pfitzer
- Dendrochilum tenuissimum Kraenzl.
- Dendrochilum tenuitepalum J.J.Wood
- Dendrochilum tetradactyliferum H.A.Pedersen
- Dendrochilum tiongianum Cootes
- Dendrochilum tortile H.A.Pedersen
- Dendrochilum transversum Carr
- Dendrochilum trilobum (Ridl.) Ames
- Dendrochilum truncatum J.J.Sm.
- Dendrochilum trusmadiense J.J.Wood
- Dendrochilum tuberculatum J.J.Wood & J.B.Comber
- Dendrochilum turpe (Ames) Pfitzer
- Dendrochilum uncatum Rchb.f.
- Dendrochilum undulatum H.A.Pedersen
- Dendrochilum unicallosum L.O.Williams
- Dendrochilum unicorne (Ames) L.O.Williams
- Dendrochilum vaginatum J.J.Sm.
- Dendrochilum vanoverberghii Ames
- Dendrochilum ventricosum J.J.Sm.
- Dendrochilum vestitum J.J.Sm.
- Dendrochilum viride Seidenf.
- Dendrochilum warrenii H.A.Pedersen & Gravend.
- Dendrochilum wenzelii Ames
- Dendrochilum wichersii Schltr.
- Dendrochilum williamsii (Ames) Pfitzer
- Dendrochilum woodianum Ames
- Dendrochilum yuccifolium L.O.Williams
- Dendrochilum zollingeri Miq.